# NJPW Power Struggle
NJPW Power Struggle es un evento anual de pago por visión producido por la empresa de lucha libre profesional New Japan Pro-Wrestling. Se lleva a cabo en noviembre en la ciudad de Osaka en el Edion Arena Osaka (anteriormente conocido como Osaka Prefectural Gymnasium), y es el último gran evento antes del evento anual del 4 de enero, Wrestle Kingdom, el evento más grande del año de NJPW.

## Fechas y lugares
| Evento                | Fecha                   | Lugar             | Estadio                                 | Asistencia                        | Evento principal                |       |
| --------------------- | ----------------------- | ----------------- | --------------------------------------- | --------------------------------- | ------------------------------- | ----- |
| Power Struggle (2011) | 12 de noviembre de 2011 | Osaka, Japón      | Osaka Prefectural Gymnasium             | 6.000                             | Hiroshi Tanahashi vs. Toru Yano | [ 1 ] |
| Power Struggle (2012) | 11 de noviembre de 2012 | 6.600             | Hiroshi Tanahashi vs. Yujiro Takahashi  | [ 2 ]                             |                                 |       |
| Power Struggle (2013) | 9 de noviembre de 2013  | 6.400             | Kazuchika Okada vs. Karl Anderson       | [ 3 ]                             |                                 |       |
| Power Struggle (2014) | 8 de noviembre de 2014  | 7.500             | Shinsuke Nakamura vs. Katsuyori Shibata | [ 4 ]                             |                                 |       |
| Power Struggle (2015) | 7 de noviembre de 2015  | 5.128             | Shinsuke Nakamura vs. Karl Anderson     | [ 5 ]                             |                                 |       |
| Power Struggle (2016) | 5 de noviembre de 2016  | 5.050             | Tetsuya Naito vs. Jay Lethal            | [ 6 ]                             |                                 |       |
| Power Struggle (2017) | 5 de noviembre de 2017  | Edion Arena Osaka | 5.480                                   | Hiroshi Tanahashi vs. Kota Ibushi | [ 7 ]                           |       |
| Power Struggle (2018) | 3 de noviembre de 2018  | 5.441             | Chris Jericho vs. Evil                  | [ 8 ]                             |                                 |       |
| Power Struggle (2019) | 3 de noviembre de 2019  | 5.558             | Jay White vs. Hirooki Goto              | [ 9 ]                             |                                 |       |
| Power Struggle (2020) | 7 de noviembre de 2020  | 2.834             | Tetsuya Naito vs. Evil                  | [ 10 ]                            |                                 |       |
| Power Struggle (2021) | 6 de noviembre de 2021  | 2.367             | Shingo Takagi vs. Zack Sabre Jr.        | [ 11 ]                            |                                 |       |
| Power Struggle (2023) | 4 de noviembre de 2023  | 4.046             | Will Ospreay vs. Shota Umino            | [ 12 ]                            |                                 |       |
| Power Struggle (2024) | 4 de noviembre de 2024  | 3.773             | Zack Sabre Jr. vs. Shingo Takagi        | [ 13 ]                            |                                 |       |

## Resultados

### 2011
Power Struggle 2011 tuvo lugar el 12 de noviembre de 2011 desde el Osaka Prefectural Gymnasium en Osaka, Japón.
En paréntesis se indica el tiempo de cada combate:
- Gedo & Jado derrotaron a Killer Rabbit y Tama Tonga (4:32).
  - Gedo cubrió a Rabbit después de un «Complete Shot».
- Tomoaki Honma y Wataru Inoue derrotaron a CHAOS (Hideo Saito y Takashi Iizuka) (3:42).
  - Honma cubrió a Iizuka después de un «Lariat».
- Yuji Nagata derrotó a Tomohiro Ishii (9:53).
  - Nagata cubrió a Ishii después de un «Backdrop Suplex Hold».
- Suzuki-gun (Taichi & Yoshihiro Takayama) derrotaron a Ryusuke Taguchi y Togi Makabe (8:39).
  - Takayama cubrió a Taguchi después de un «Everest German Suplex Hold».
- No Remorse Corps (Davey Richards & Rocky Romero) (c) derrotaron a KUSHIDA y Tiger Mask y retuvieron el Campeonato Peso Pesado Junior en Parejas de la IWGP (12:43).
  - Richards cubrió a KUSHIDA después de un «Contract Killer».
- Prince Devitt (c) derrotó a Taka Michinoku y retuvo el Campeonato Peso Pesado Júnior de la IWGP (12:13).
  - Devitt cubrió a Michinoku después de un «Bloody Sunday».
- MVP y Tetsuya Naito derrotaron a CHAOS (Shinsuke Nakamura & Yujiro Takahashi) (12:18).
  - MVP cubrió a Takahashi después de un «Irreversible Crisis».
- Hiroyoshi Tenzan derrotó a Satoshi Kojima (15:49).
  - Tenzan cubrió a Kojima después de un «Moonsault Press».
- Masato Tanaka (c) derrotó a Hirooki Goto y retuvo el Campeonato Intercontinental de la IWGP (9:51).
  - Tanaka cubrió a Goto después de un «Sliding D».
- Bad Intentions (Giant Bernard & Karl Anderson) (c) derrotaron a Suzuki-gun (Lance Archer & Minoru Suzuki) y retuvieron el Campeonato en Parejas de la IWGP (17:15).
  - Anderson cubrió a Archer después de un «Giant Gun Stun».
- Hiroshi Tanahashi (c) derrotó a Toru Yano y retuvo el Campeonato Peso Pesado de la IWGP (22:01).
  - Tanahashi cubrió a Yano después de un «Texas Cloverleaf Hold».

### 2012
Power Struggle 2012 tuvo lugar el 11 de noviembre de 2012 desde el Osaka Prefectural Gymnasium en Osaka, Japón.
En paréntesis se indica el tiempo de cada combate:
- Time Splitters (Alex Shelley & KUSHIDA) derrotaron a Forever Hooligans (Alex Koslov & Rocky Romero) (c) y ganaron el Campeonato Peso Pesado Junior en Parejas de la IWGP (6:20).
  - KUSHIDA cubrió a Romero después de un «I-94».
- CHAOS (Jado, Takashi Iizuka, Tomohiro Ishii, Toru Yano & YOSHI-HASHI) derrotaron a Captain New Japan, Jushin Thunder Liger, Manabu Nakanishi, Negro Casas y Tiger Mask (7:50).
  - Yano cubrió a Nakanishi después de un «Akakiri».
- Suzuki-gun (Minoru Suzuki & Taichi) (con Taka Michinoku) derrotaron a Ryusuke Taguchi y Yuji Nagata (9:53).
  - Taichi cubrió a Nagata después de un «Low Fly Flow».
- K.E.S. (Davey Boy Smith Jr. & Lance Archer) (c) (con Taka Michinoku) derrotaron a Tencozy (Hiroyoshi Tenzan & Satoshi Kojima) y retuvieron el Campeonato en Parejas de la IWGP (13:12).
  - Archer cubrió a Tenzan después de un «Killer Bomb».
- Prince Devitt derrotó a Low Ki (c) y ganó el Campeonato Peso Pesado Júnior de la IWGP (13:45).
  - Devitt cubrió a Ki después de un «Small Packages Hold».
- Laughter7 (Katsuyori Shibata & Kazushi Sakuraba) derrotaron a Always Hypers (Togi Makabe & Wataru Inoue) (5:26).
  - Sakuraba cubrió a Inuoe después de un «Kimura Lock».
- Kazuchika Okada derrotó a Hirooki Goto y retuvo su oportunidad por el Campeonato Peso Pesado de la IWGP en Wrestle Kingdom 7 (15:43).
  - Okada cubrió a Goto después de un «Rainmaker».
- Shinsuke Nakamura (c) derrotó a Karl Anderson y retuvo el Campeonato Intercontinental de la IWGP (17:36).
  - Nakamura cubrió a Anderson después de un «Boma Ye».
- Hiroshi Tanahashi (c) derrotó a Yujiro Takahashi y retuvo el Campeonato Peso Pesado de la IWGP (25:06).
  - Tanahashi cubrió a Takahashi después de un «High Fly Flow».

### 2013
Power Struggle 2013 tuvo lugar el 9 de noviembre de 2013 desde el Osaka Prefectural Gymnasium en Osaka, Japón.
En paréntesis se indica el tiempo de cada combate:
- Dark match: Chaos (Alex Koslov, Rocky Romero, YOSHI-HASHI y Yujiro Takahashi) derrotaron a Bushi, Captain New Japan, KUSHIDA y Manabu Nakanishi (9:50).
  - Koslov cubrió a Bushi después de un «Contract Killer».
- The Young Bucks (Matt Jackson y Nick Jackson) derrotaron a Suzuki-gun (Taichi y Taka Michinoku) (c) y ganaron el Campeonato Peso Pesado Junior en Parejas de la IWGP (9:22).
  - Matt cubrió a Taka después de un «More Bang For Your Bucks».
- Katsuyori Shibata derrota a Tomoaki Honma (9:43).
  - Shibata cubrió a Honma después de un «Shouten».
- Yuji Nagata & Kazushi Sakuraba derrotaron a Toru Yano & Takashi Iizuka (8:08).
  - Sakuraba cubrió a Iizuka después de un «Sakuraba Lock».
- The IronGodz (Jax Dane & Rob Conway) (con Bruce Tharpe) derrotaron a K.E.S. (Davey Boy Smith Jr. & Lance Archer) (c) y Tencozy (Hiroyoshi Tenzan & Satoshi Kojima) y ganaron el Campeonato Mundial en Parejas de la NWA (5:41).
  - Conway cubrió a Kojima después de un «Ego Trip».
- K.E.S. (Davey Boy Smith Jr. & Lance Archer) derrotaron Tencozy (Hiroyoshi Tenzan & Satoshi Kojima) (c) y The IronGodz (Jax Dane & Rob Conway) (con Bruce Tharpe) y ganaron el Campeonato en Parejas de la IWGP (3:00).
  - Archer cubrió a Tenzan después de un «Killer Bomb».
- Kota Ibushi y Togi Makabe derrotaron a Bullet Club (Bad Luck Fale & Prince Devitt) (11:15).
  - Ibushi cubrió a Devitt después de un «Phoenix Splash».
- Hiroshi Tanahashi derrotó a Tomohiro Ishii (17:38).
  - Tanahashi cubrió a Ishii después de un «High Fly Flow».
- Tetsuya Naito (c) derrotó a Masato Tanaka y retuvo su oportunidad por el Campeonato Peso Pesado de la IWGP en Wrestle Kingdom 8 y también el Campeonato de Peso Abierto NEVER (15:46).
  - Naito cubrió a Tanaka después de un «Stardust Press».
- Shinsuke Nakamura (c) derrotó a Minoru Suzuki y retuvo el Campeonato Intercontinental de la IWGP (19:04).
  - Nakamura cubrió a Suzuki después de un «Boma Ye».
- Kazuchika Okada (c) derrotó a Karl Anderson y retuvo el Campeonato Mundial Peso Pesado de la IWGP (22:46).
  - Okada cubrió a Anderson después de un «Rainmaker».

### 2014
Power Struggle 2014 tuvo lugar el 8 de noviembre de 2014 desde el Osaka Prefectural Gymnasium en Osaka, Japón.
En paréntesis se indica el tiempo de cada combate:
- Dark match: Bushi y Máscara Dorada derrotaron a Fuego y Tiger Mask (6:42).
  - Dorada cubrió a Fuego después de un «Jumping Cradle».
- The Young Bucks (Matt Jackson & Nick Jackson) derrotaron a Forever Hooligans (Alex Koslov & Rocky Romero) y Suzuki-gun (El Desperado & Taka Michinoku) en un Triple Threat Match (7:33).
  - Matt cubrió a Taka después de un «More Bang For Your Bucks».
- Kazushi Sakuraba y Toru Yano derrotaron a Suzuki-gun (Minoru Suzuki y Takashi Iizuka) (4:25).
  - Sakuraba cubrió a Suzuki después de un «Kido Clutch».
- Jushin Thunder Liger derrotó a Chase Owens (c) (con Bruce Tharpe) y ganó el Campeonato Mundial de Peso Pesado Júnior de la NWA (9:27).
  - Liger cubrió a Owens después de un «Vertical-Drop Brainbuster».
- Bullet Club (Bad Luck Fale, Doc Gallows, Karl Anderson y Yujiro Takahashi) (con Shiori y Tama Tonga) derrotaron a Captain New Japan, Tetsuya Naito, Togi Makabe y Tomoaki Honma (9:47).
  - Fale cubrió a Captain después de un «Bad Luck Fall».
- reDRagon (Bobby Fish y Kyle O'Reilly) derrotaron a Time Splitters (Alex Shelley y KUSHIDA) (c) y ganaron el Campeonato Peso Pesado Junior en Parejas de la IWGP (17:29).
  - O'Reilly cubrió a KUSHIDA después de un «Chasing The Dragon».
- Ryusuke Taguchi (c) derrotó a Taichi (con El Desperado y Taka Michinoku) y retuvo el Campeonato Peso Pesado Júnior de la IWGP (15:18).
  - Taguchi cubrió a Taichi después de un «Dodon The End».
  - Después de la lucha, Kenny Omega como nuevo miembro del Bullet Club reta a Taguchi por el Campeonato Peso Pesado Júnior de la IWGP en Wrestle Kingdom 9.
- A.J. Styles (con Jeff Jarrett y Scott D'Amore) derrotó a Yoshitatsu (12:58).
  - Styles cubrió a Yoshitatsu después de un «Styles Clash».
- Tomohiro Ishii (c) derrotó a Hirooki Goto (con Togi Makabe) y retuvo el Campeonato de Peso Abierto NEVER (17:15).
  - Ishii cubrió a Goto después de un «Vertical-Drop Brainbuster».
- Hiroshi Tanahashi y Kota Ibushi derrotaron a Chaos (Kazuchika Okada y YOSHI-HASHI) (con Gedo) (15:56).
  - Ibushi cubrió a HASHI después de un «Firebird Splash».
- Shinsuke Nakamura (c) derrotó a Katsuyori Shibata y retuvo el Campeonato Intercontinental de la IWGP (17:05).
  - Nakamura cubrió a Shibata después de un «Boma Ye».

### 2015
Power Struggle 2015 tuvo lugar el 7 de noviembre de 2015 desde el Osaka Prefectural Gymnasium en Osaka, Japón.
En paréntesis se indica el tiempo de cada combate:
- Jushin Thunder Liger, Tiger Mask IV, Ryusuke Taguchi y Máscara Dorada derrotaron a Yohei Komatsu, Sho Tanaka, David Finlay y Jay White. (7:46)
  - Tiger cubrió a Finlay después de un «Avalanche-Style Double-Arm Suplex».
- Bullet Club (Cody Hall, Doc Gallows & Tama Tonga) derrotaron a Captain New Japan, Juice Robinson y Togi Makabe. (7:53)
  - Tonga cubrió a Captain después de un «Veneno».
- Hirooki Goto derrotó a Evil por descalificación. (8:53)
  - Evil fue descalificado tras la interferencia de Tetsuya Naito.
- Alex Shelley, Bobby Fish, KUSHIDA y Kyle O'Reilly derrotaron a Bullet Club (Chase Owens, Kenny Omega, Matt Jackson & Nick Jackson). (8:53)
  - KUSHIDA cubrió a Owens después de un «Hoverboard Lock».
- Matt Sydal y Ricochet derrotaron a Roppongi Vice (Rocky Romero & Baretta) en la final del torneo de Super Junior Tag Tournament 2015. (16:06)
  - Sydal cubrió a Baretta después de un «Air Sydal».
- Bullet Club (A.J. Styles & Bad Luck Fale) derrotaron a Chaos (Toru Yano & YOSHI-HASHI). (9:02)
  - Styles cubrió a HASHI después de un «Styles Clash».
- Tomohiro Ishii (c) derrotó a Tomoaki Honma y retuvo el Campeonato de Peso Abierto NEVER. (17:26)
  - Ishii cubrió a Honma después de un «Brainbuster».
- Hiroshi Tanahashi y Katsuyori Shibata derrotaron a Kazuchika Okada (con Gedo) y Kazushi Sakuraba. (15:33)
  - Shibata cubrió a Sakuraba después de un «Go 2 Sleep».
  - Después de la lucha, Okada atacó a Tanahashi.
- Shinsuke Nakamura (c) derrotó a Karl Anderson y retuvo el Campeonato Intercontinental de la IWGP (21:27)
  - Nakamura cubrió a Anderson después de un «Bomba Ye».

### 2016
Power Struggle 2016 tuvo lugar el 5 de noviembre de 2016 desde el Osaka Prefectural Gymnasium en Osaka, Japón.
En paréntesis se indica el tiempo de cada combate:
- Dark match: Hiroyoshi Tenzan, Juice Robinson y Satoshi Kojima derrotaron a Manabu Nakanishi, Teruaki Kanemitsu y Yuji Nagata. (5:49)
  - Robinson cubrió a Kanemitsu después de un «Pulp Fiction».
- David Finlay, Jushin Thunder Liger, Ricochet y Tiger Mask derrotaron a Ángel de Oro, Fuego, Ryusuke Taguchi y Titán. (5:30)
  - Finlay cubrió a Fuego después de un «Kamikaze Shooting».
- Bullet Club (Bone Soldier, Chase Owens & Yujiro Takahashi) derrotaron a Togi Makabe, Tomoaki Honma & Yoshitatsu. (7:36)
  - Takahashi cubrió a Yoshitatsu después de un «Pimp Juice».
- Guerrillas of Destiny (Tama Tonga & Tanga Loa) (c) derrotaron a CHAOS (Tomohiro Ishii & Yoshi-Hashi) y retuvieron el Campeonato en Parejas de la IWGP. (14:32)
  - Tonga cubrió a Hashi después de un «Guerrilla Warfare».
- Roppongi Vice (Rocky Romero & Baretta) derrotaron a Taiji Ishimori y ACH en la final del torneo de Super Junior Tag Tournament 2016. (18:49)
  - Barreta cubrió a ACH después de un «Strong Zero».
- KUSHIDA derrotó a Bushi (c) y ganó el Campeonato Peso Pesado Júnior de la IWGP. (14:32)
  - KUSHIDA cubrió a Bushi después de un «Hoverboard Lock».
- Bullet Club (Adam Cole, Kenny Omega, Matt Jackson & Nick Jackson) derrotaron a CHAOS (Gedo, Hirooki Goto, Kazuchika Okada & Will Ospreay). (14:01)
  - Omega cubrió a Okada después de un «Katayoku no Tenshi».
- Evil derrotó a Katsuyori Shibata (c) y ganó el Campeonato de Peso Abierto NEVER. (16:15)
  - Evil cubrió a Shibata después de un «EVIL».
- Hiroshi Tanahashi derrotó a Sanada. (21:33)
  - Tanahashi cubrió a Sanada después de un «High Fly Flow».
- Tetsuya Naito (c) derrotó a Jay Lethal y retuvo el Campeonato Intercontinental de la IWGP. (24:29)
  - Naito cubrió a Lethal después de un «Destino».

### 2017
Power Struggle 2017 tuvo lugar el 5 de noviembre de 2017 desde el Edion Arena Osaka en Osaka, Japón.
En paréntesis se indica el tiempo de cada combate:
- Dark match: David Finlay derrotó a Katsuya Kitamura (5:32)
  - Finlay cubrió a Kitamura después de un «Prima Nocta».
- The Young Bucks (Matt Jackson y Nick Jackson) derrotaron a Dragon Lee y Titán (7:18)
  - Nick cubrió a Titán después de un «Sharpshooter ».
- Juice Robinson, Jushin Thunder Liger, Tiger Mask, KUSHIDA y Hirai Kawato derrotaron a Zack Sabre Jr., Yoshinobu Kanemaru, Taka Michinoku, Taichi y El Desperado (5:19)
  - KUSHIDA cubrió a Taka después de un «Hoverboard Lock».
- Togi Makabe, Hiroyoshi Tenzan y Satoshi Kojima derrotaron a Cody, Yujiro Takahashi y Chase Owens (8:11)
  - Kojima cubrió a Owens después de un «Lariat».
- Roppongi 3K (Sho & Yoh) derrotaron a Ryusuke Taguchi y ACH y ganaron el Super Jr. Tag Tournament (15:51)
  - Yoh cubrió a ACH después de un «3K».
- Chaos (Kazuchika Okada, Hirooki Goto, Tomohiro Ishii, YOSHI-HASHI & Gedo) derrotaron a Los Ingobernables de Japón (Tetsuya Naito, Evil, Sanada, Bushi & Hiromu Takahashi) (12:07)
  - Okada cubrió a Bushi después de un "Rainmaker".
- Minoru Suzuki (c) derrotó a Toru Yano en un Bullrope Death Match y retuvo el Campeonato de Peso Abierto NEVER (15:21) 
  - Suzuki cubrió a Yano después de un «Gotch-Style Piledriver».
- Marty Scurll derrotó a Will Ospreay (c) y ganó el Campeonato Peso Pesado Júnior de la IWGP (17:28)
  - Scurrl cubrió a Ospreay después de aplicarle el toque de espaldas.
- Kenny Omega (c) derrotó a Beretta y retuvo el Campeonato Peso Pesado de los Estados Unidos de la IWGP (21:33)
  - Omega cubrió a Beretta después de un «One Winged Angel».
  - Después de la lucha, Chris Jericho, mediante un vídeo, reta a Omega por el Campeonato Peso Pesado de los Estados Unidos de la IWGP en Wrestle Kingdom 12.
- Hiroshi Tanahashi (c) derrotó a Kota Ibushi y retuvo el Campeonato Intercontinental de la IWGP (29:27)
  - Tanahashi cubrió a Ibushi después de un «High Fly Flow».
  - Después de la lucha, Tanahashi e Ibushi se abrazaron en señal de respeto.
  - Después de la lucha, Jay White retornó a NJPW, tras su excursión en ROH, atacando a Tanahashi.

### 2018
Power Struggle 2018 tuvo lugar el 3 de noviembre de 2018 desde el Edion Arena Osaka en Osaka, Japón.

#### Antecedentes
En Dominion 6.9 in Osaka-jo Hall, Chris Jericho derrotó a Tetsuya Naito para ganar el Campeonato Intercontinental de la IWGP. Tras la lucha, Jericho siguió atacando a Naito pero Evil hizo su salve. Jericho no se vería en los eventos de NJPW hasta que en King of Pro-Wrestling se encontrara justo antes del combate de Evil contra Zack Sabre Jr., Jericho atacó a Evil, lo que provocó que el combate no se realizara. En el backstage, Jericho desafió a Evil y el combate se hizo oficial.
En King of Pro-Wrestling, Will Ospreay consiguió la gran victoria sobre el Campeón de Peso Abierto NEVER Taichi. Con esta victoria, Ospreay desafiaría a Taichi por el Campeonato de Peso Abierto NEVER. Sin embargo, la lucha tuvo que ser cancelada debido a una lesión sufrida por Ospreay, siendo reemplazado por Hirooki Goto.
En King of Pro-Wrestling, Jay White, Gedo y Jado dejaron CHAOS y se unieron a Firing Squad BC Debido a esto, en Power Struggle, Jay White y Bad Luck Fale se unirán para enfrentar a Kazuchika Okada y Beretta.

#### Resultados
En paréntesis se indica el tiempo de cada combate:
- Ryusuke Taguchi, ACH, Chris Sabin y Toa Henare derrotaron a Jushin Thunder Liger, Tiger Mask IV, Volador Jr. & Soberano Jr. (6:10).
  - Taguchi cubrió a Soberano después de un «Double Dodon».
- Firing Squad BC (Tama Tonga, Tanga Loa & Robbie Eagles) derrotaron a Kushida y Great Bash Heel (Togi Makabe & Tomoaki Honma) (7:39).
  - Tonga cubrió a Kushida después de un «Gun Stun».
  - Después de la lucha, Taiji Ishimori atacó a Kushida, pero Great Bash Heel hacen su salve.
- CHAOS (Beretta & Kazuchika Okada) derrotaron a Firing Squad BC (Bad Luck Fale & Jay White) (4:32).
  - Beretta cubrió a Fale después de revertir un «Bad Luck Fall» con un «Cradle».
  - Después de la lucha, ambos equipos se atacaron mutuamente.
- Golden☆Lovers (Kenny Omega & Kota Ibushi) derrotaron a Hiroshi Tanahashi y David Finlay (9:47).
  - Ibushi cubrió a Finlay después de un «Golden Trigger».
- Roppongi 3K (Sho & Yoh) derrotaron a Suzuki-gun (Yoshinobu Kanemaru & El Desperado) y Los Ingobernables de Japón (Bushi & Shingo Takagi) y ganaron el torneo Super Jr. Tag League (15:55).
  - Sho cubrió a Desperado después de un «Shock Arrow».
  - El Campeonato en Parejas Peso Pesado Júnior de la IWGP de Kanemaru & El Desperado no estuvieron en juego.
  - Como resultado, Roppongi 3K irán por el Campeonato Peso Pesado Júnior en Parejas de la IWGP en Wrestle Kingdom 13.
- Hirooki Goto derrotó a Taichi (con Miho Abe) (c) y ganó el Campeonato de Peso Abierto NEVER (15:02).
  - Goto cubrió a Taichi después de un «GTR».
  - Originalmente Will Ospreay iba a ser el retador, pero fue reemplazado por Goto debido a una lesión.
- Tomohiro Ishii (c) derrotó a Minoru Suzuki y retuvo el Campeonato de Peso Pesado Británico (19:21).
  - Ishii cubrió a Suzuki después de un «Vertical Brainbuster».
- Tetsuya Naito derrotó a Zack Sabre Jr. (20:12).
  - Naito cubrió a Sabre después de un «Destino».
- Chris Jericho (c) derrotó a Evil y retuvo el Campeonato Intercontinental de la IWGP (21:40).
  - Jericho forzó a Evil a rendirse con un «Walls of Jericho».
  - Después del combate, Jericho continuó atacando a Evil, pero Tetsuya Naito apareció para detenerlo.

### 2019
Power Struggle 2019 tuvo lugar el 3 de noviembre de 2019 desde el Edion Arena Osaka en Osaka, Japón.
En paréntesis se indica el tiempo de cada combate:
- Clark Connors, TJP, Titán y Volador Jr. derrotaron a Yuya Uemura, Ryusuke Taguchi, Tiger Mask IV y Jushin Thunder Liger (5:43).
  - TJP cubrió a Uemura después de un «Detonation Kick».
- Bullet Club (El Phantasmo & Taiji Ishimori) derrotaron a CHAOS (Robbie Eagles & Rocky Romero) (8:42).
  - El Phantasmo cubrió a Romero después de un «CR2».
  - El Campeonato en Parejas Peso Pesado Júnior de la IWGP de Ishimori & El Phantasmo no estuvo en juego.
- Los Ingobernables de Japón (Shingo Takagi, Evil & Sanada) derrotaron a Suzuki-gun (Lance Archer, Minoru Suzuki & Zack Sabre Jr.) (9:07).
  - Sanada cubrió a Sabre con un «Inside Cradle».
- Kota Ibushi y Hiroshi Tanahashi derrotaron a CHAOS (Kazuchika Okada & YOSHI-HASHI) (10:51).
  - Tanahashi cubrió a YOSHI-HASHI después de un «High Fly Flow».
  - Después de la lucha, a través de un vídeo, Chris Jericho retó a Tanahashi a una lucha en Wrestle Kingdom 14.
- Tetsuya Naito derrotó a Taichi (12:56).
  - Naito cubrió a Taichi después de un «Destino».
- Roppongi 3K (Sho & Yoh) derrotaron a Suzuki-gun (Yoshinobu Kanemaru & El Desperado) y ganaron el torneo Super Jr. Tag League (14:13).
  - Sho cubrió a El Desperado después de un «3K».
  - Después de la lucha, Taiji Ishimori & El Phantasmo atacaron a Roppongi 3K y les robaron los trofeos del torneo.
- KENTA derrotó a Tomohiro Ishii y retuvo el Campeonato de Peso Abierto NEVER (20:12).
  - KENTA cubrió a Ishii después de un «Go2Sleep».
- Will Ospreay derrotó a Bushi y retuvo el Campeonato Peso Pesado Júnior de la IWGP (16:20).
  - Ospreay cubrió a Bushi después de un «Stormbreaker».
  - Después de la lucha, Hiromu Takahashi hizo su regreso retando a Ospreay a una lucha por el título en Wrestle Kingdom 14.
- Jay White (con Gedo) derrotó a Hirooki Goto y retuvo el Campeonato Intercontinental de la IWGP (27:40).
  - White cubrió a Goto después de un «Bladerunner».
  - Después de la lucha, Tetsuya Naito retó a White a una lucha por el título en Wrestle Kingdom 14.

### 2020
Power Struggle 2020 tuvo lugar el 7 de noviembre de 2020 desde el Edion Arena Osaka en Osaka, Japón.
En paréntesis se indica el tiempo de cada combate:
- Toru Yano derrotó a Zack Sabre Jr. y retuvo el Campeonato KOPW 2020 (12:11).
  - Sabre recibió la cuenta fuera del ring.
  - En esta lucha no había respaldos en los esquineros.
- Shingo Takagi derrotó a Minoru Suzuki y ganó el Campeonato de Peso Abierto NEVER (18:56).
  - Takagi cubrió a Suzuki después de un «Last of the Dragon».
- Kazuchika Okada derrotó a Great-O-Khan (con Will Ospreay) (12:58).
  - Okada forzó a Great-O-Khan a rendirse con un «Money Clip».
  - Después de la lucha, Ospreay retó a Okada a una lucha en Wrestle Kingdom 15.
- Kenta derrotó a Hiroshi Tanahashi y retuvo su oportunidad por el Campeonato Peso Pesado de los Estados Unidos de la IWGP (19:57).
  - Kenta forzó a Tanahashi a rendirse con un «Game Over».
- Jay White (con Gedo) derrotó a Kota Ibushi y ganó su oportunidad por el Campeonato Peso Pesado de la IWGP y Campeonato Intercontinental de la IWGP en Wrestle Kingdom 15 (18:47).
  - White cubrió a Ibushi por la cuenta de tres con ayuda de las cuerdas del ring.
- Tetsuya Naito derrotó a Evil (con Dick Togo) y retuvo el Campeonato Peso Pesado de la IWGP y Campeonato Intercontinental de la IWGP (33:08). 
  - Naito cubrió a Evil después de un «Destino».
  - Durante la lucha, Togo, Yujiro Takahashi y Jay White interfirieron a favor de Evil, mientras que Sanada y Kota Ibushi lo hicieron a favor de Naito.
  - Ambos campeonatos estaban en juego.

### 2021
Power Struggle 2021 tuvo lugar el 6 de noviembre de 2021 desde el Edion Arena Osaka en Osaka, Japón.
En paréntesis se indica el tiempo de cada combate:
- Suzuki-gun (DOUKI & Yoshinobu Kanemaru) derrotaron a Kosei Fujita y Ryohei Oiwa (4:33).
  - Kanemaru forzó a Fujita a rendirse con un «Boston Crab».
- Bullet Club (Jado, Gedo & Tanga Loa) derrotaron a Tiger Mask IV, Tomoaki Honma y Togi Makabe (5:07).
  - Loa cubrió a Honma después de un «Apeshit».
- Los Ingobernables de Japón (BUSHI, Hiromu Takahashi & SANADA) derrotaron a Master Wato, Ryusuke Taguchi y Yuji Nagata (7:05).
  - SANADA cubrió a Taguchi después de un «O'Connor Bridge».
- House of Torture (SHO, Yujiro Takahashi & EVIL) (con Dick Togo) derrotaron a CHAOS (Hirooki Goto, Tomohiro Ishii & YOSHI-HASHI) y ganaron el Campeonato en Parejas de Peso Abierto 6-Man NEVER (13:46).
  - EVIL cubrió a YOSHI-HASHI después de un «Everything is Evil».
  - Después de la lucha, YOH hizo su regreso atacando a House of Torture luego de que ellos continuaran su ataque a CHAOS.
- Toru Yano derrotó Great-O-Khan (con Aaron Henare) en un Amateur Wrestling Match y retuvo el Campeonato KOPW 2021.
  - Yano ganó 6-5 después de dos asaltos.
  - Después de la lucha, O-Khan & Henare atacaron a Yano.
- El Desperado derrotó a Robbie Eagles y ganó el Campeonato Peso Pesado Júnior de la IWGP (18:20).
  - El Desperado forzó a Eagles a rendirse con un «Número Dos».
- KENTA derrotó a Hiroshi Tanahashi y ganó el Campeonato Peso Pesado de los Estados Unidos de la IWGP (23:44).
  - KENTA cubrió a Tanahashi después de un «Go To Sleep».
- Kazuchika Okada derrotó a Tama Tonga (con Jado) y retuvo la oportunidad por el Campeonato Mundial Peso Pesado de la IWGP en Wrestle Kingdom 16 (25:13).
  - Okada cubrió a Tonga después de un «Rainmaker».
- Shingo Takagi derrotó a Zack Sabre Jr. y retuvo el Campeonato Mundial Peso Pesado de la IWGP (30:27).
  - Takagi cubrió a Sabre Jr. después de un «Last of the Dragon».
  - Después de la lucha, Kazuchika Okada retó a Takagi por el campeonato en Wrestle Kingdom 16.

### 2023
Power Struggle 2023 tuvo lugar el 4 de noviembre de 2023 desde el Edion Arena Osaka en Osaka, Japón.
En paréntesis se indica el tiempo de cada combate:
- Kick Off: Boltin Oleg, The DKC y Ryusuke Taguchi derrotaron a Mochizuki Jr., Yoshiki Kato y Strong Machine J. (6:40).
  - Taguchi forzó a Mochizuki a rendirse con un «Oh My & Garankle».
- United Empire (Jeff Cobb & Callum Newman) derrotaron a Oskar Leube y Yuto Nakashima (4:41).
  - Cobb cubrió a Leube después de un «Tour of the Islands».
- El Desperado y Master Wato derrotaron a Bullet Club War Dogs (Clark Connors & Drilla Moloney), Musashi Komatsu (YOH & Musashi) y Ichiban Sweet Boys (Robbie Eagles & Kosei Fujita) (5:36).
  - El Desperado cubrió a Fujita después de un «El Es Clero».
  - El Campeonato en Parejas Peso Pesado Junior de la IWGP de Connors & Moloney no estuvo en juego.
- Tama Tonga, KUSHIDA y Kevin Knight derrotaron a Los Ingobernables de Japón (Shingo Takagi, BUSHI & Titán) (10:55).
  - Tonga cubrió a BUSHI después de un «Gun Stun».
- Los Ingobernables de Japón (Yota Tsuji & Tetsuya Naito) derrotaron a Just 5 Guys (Yuya Uemura & SANADA) (11:10).
  - Tsuji cubrió a Uemura después de un «Gene Blaster».
- David Finlay (con Gedo) derrotó a Tanga Loa (12:33).
  - Finlay cubrió a Loa después de un «Into Oblivion».
- Jon Moxley derrotó a Great-O-Khan en un Falls Count Anywhere Match (14:10).
  - El árbitro declaró a Moxley como el ganador al decretar que O-Khan no podía continuar por quedar inconsciente.
  - Originalmente, la lucha terminó sin resultado cuando ambos luchadores recibieron el conteo de 20 fuera del ring, sin embargo, Moxley desafió a O-Khan a reiniciar la lucha bajo la estipulación de Falls Count Anywhere.
- Hiroshi Tanahashi y CHAOS (Kazuchika Okada & Tomohiro Ishii) derrotaron a TMDK (Shane Haste, Mikey Nicholls & Zack Sabre Jr.) y retuvieron el Campeonato en Parejas de Peso Abierto 6-Man NEVER (16:15).
  - Tanahashi cubrió a Sabre después de un «Small Package Hold».
  - Después de la lucha, a través de un vídeo, Bryan Danielson retó a Kazuchika Okada a una lucha en el evento Wrestle Kingdom 18.
- Catch 2/2 (Francesco Akira & TJP) derrotaron a House of Torture (Yoshinobu Kanemaru & SHO) y ganaron el Super Jr. Tag League (16:40).
  - TJP cubrió a Kanemaru después de un «2/2».
  - Después de la lucha, los campeones Connors & Moloney atacaron a Catch 2/2.
- Hiromu Takahashi derrotó a Taiji Ishimori y retuvo el Campeonato Peso Pesado Junior de la IWGP (20:38).
  - Takahashi cubrió a Ishimori después de un «Nameless Hiromu Roll Part2».
  - Después de la lucha, Takahashi nominó a El Desperado como retador al título en Wrestle Kingdom 18.
- Will Ospreay derrotó a Shota Umino y retuvo el Campeonato Peso Pesado del Reino Unido de la IWGP (40:16).
  - Ospreay cubrió a Umino después de un «Stormbreaker».
  - Después de la lucha, Jon Moxley salió a confrontar a Ospreay pero David Finlay los atacó a ambos, y destruyó los cinturones del campeonato.
  - Esta lucha fue calificada con 5.75 estrellas por el periodista Dave Meltzer.

### 2024
Power Struggle 2024 tuvo lugar el 4 de noviembre de 2024 desde el Edion Arena Osaka en Osaka, Japón.
En paréntesis se indica el tiempo de cada combate:
- Kick Off: YOH, The DKC y Ninja Mack derrotaron a Tiger Mask IV, Capitán Suicida y Shoma Kato (6:55).
  - The DKC cubrió a Kato después de un «Eternal Drop».
- Bullet Club (Taiji Ishimori, Gabe Kidd, Robbie X, Clark Connors & Drilla Moloney) derrotaron a KUSHIDA, Kevin Knight, Jude London, Paris De Silva y Katsuya Murashima (6:14).
  - Kidd cubrió a Murashima después de un «Drill a Hole Piledriver».
- Los Ingobernables de Japón (Tetsuya Naito, Yota Tsuji, Hiromu Takahashi & BUSHI) derrotaron a Toru Yano, Tomoaki Honma, Ryusuke Taguchi y Dragon Dia (7:02).
  - Takahashi cubrió a Honma después de un «Maximum the Holding Second Form».
- House of Torture (EVIL & Ren Narita) (con Dick Togo) derrotaron a Hiroshi Tanahashi y Boltin Oleg (con Jado) (7:26).
  - Narita cubrió a Oleg después de un «Schoolboy».
  - Después de la lucha, Ryohei Oiwa y Jeff Cobb retaron a Narita por el Campeonato Televisivo de NJPW World.
  - Originalmente El Phantasmo iba a participar en la lucha, pero fue reemplazado por Oleg debido a que fue diagnosticado con cáncer.
- Shota Umino derrotó a SANADA (16:41).
  - Umino cubrió a SANADA después de un «Death Rider».
- United Empire (Great-O-Khan & HENARE) derrotaron a TMDK (Mikey Nicholls & Shane Haste) y ganaron el Campeonato en Parejas de la IWGP (11:11).
  - O-Khan cubrió a Nicholls después de un «Body Press Hold».
- TMDK (Robbie Eagles & Kosei Fujita) derrotaron a Catch 2/2 (Francesco Akira & TJP) y ganaron el Super Jr. Tag League (15:20).
  - Eagles cubrió a TJP después de un «Pin Fall».
- DOUKI derrotó a Master Wato y retuvo el Campeonato Peso Pesado Junior de la IWGP (22:07).
  - El árbitro declaró a DOUKI como el ganador al decretar que Wato no podía continuar por quedar inconsciente.
  - Después de la lucha, El Desperado retó a DOUKI por el título.
- David Finlay (con Gedo) derrotó a Taichi y retuvo el Campeonato Global Peso Pesado de la IWGP (23:22).
  - Finlay cubrió a Taichi después de un «OverKill».
  - Durante la lucha, SANADA interfirió a favor de Finlay y se unió al Bullet Club War Dogs.
- Zack Sabre Jr. derrotó a Shingo Takagi y retuvo el Campeonato Mundial Peso Pesado de la IWGP (29:28).
  - Sabre cubrió a Takagi después de un «Zack Driver».
  - Después de la lucha, Ricochet atacó a Sabre, pero fue detenido por Shota Umino quien retó a Sabre por el título.